# Jewhen Dmytrijew
Jewhen Mykołajowycz Dmytrijew, ukr. Євген Миколайович Дмитрієв, ros. Евгений Николаевич Дмитриев, Jewgienij Nikołajewicz Dmitrijew (ur. 8 stycznia 1971 w Dniepropietrowsku) – ukraiński piłkarz, grający na pozycji obrońcy, a wcześniej pomocnika lub napastnika.

## Kariera piłkarska

### Kariera klubowa
Wychowanek klubu Dnipro Dniepropetrowsk. W 1989 rozpoczął karierę piłkarską najpierw w farm-klubie Kołos Nikopol, a potem w drużynie rezerw Dnipra Dniepropetrowsk. W 1990 rozegrał 5 meczów w kirgiskim klubie Ałga Frunze. W 1992 został piłkarzem Krywbasa Krzywy Róg. Potem występował w klubach CSK ZSU Kijów, Borysfen Boryspol, Szachtar Pawłohrad i Metałurh Nikopol. Na początku 1995 powrócił do Dnipra, ale już latem odszedł do Metałurha Nowomoskowsk. Wiosną 1996 przeszedł do CSKA Kijów, w którym grał do lata 1998. W końcu 1998 zakończył karierę piłkarską w greckim Ethnikos Asteras.

## Sukcesy i odznaczenia

### Sukcesy klubowe
- brązowy medalista Mistrzostw Ukrainy: 1995
- mistrz Pierwszej Lihi Ukrainy: 1992